# قائمة الدول الاشتراكية
العديد من الدول السابقة والحالية قد أعلنت نفسها دولا اشتراكية أو في عملية بناء الاشتراكية. فأغلبية الدول الاشتراكية التي أعلنت عن نفسها كانت ماركسية لينينية أو مستلهمة منها، طبقا لنموذج الاتحاد السوفيتي أو شكل من أشكال الديمقراطية الشعبية أو الوطنية. وهم يشتركون في تعريف مشترك للاشتراكية، وهم يشيرون إلى أنفسهم باعتبارهم دولا اشتراكية على الطريق إلى الشيوعية، في ظل بنية الحزب الطليعية الرائدة، وبالتالي فإنهم كثيرا ما يطلق عليهم وصف الدولة الشيوعية. وفي الوقت نفسه فإن الدول في الفئة غير الماركسية اللينينية تمثل طائفة واسعة من التفسيرات المختلفة لمصطلح الاشتراكية وفي كثير من الحالات لا تحدد الدول ما تعنيه بالمصطلح. والاستخدامات الحديثة لمصطلح الاشتراكية واسعة النطاق من حيث المعاني والتفسير.
وبما أن الدولة ذات السيادة كيان مختلف عن الحزب السياسي الذي يحكم تلك الدولة في أي وقت من الأوقات، فإن أي دولة قد يحكمها حزب اشتراكي من دون أن تدعي الدولة ذاتها أنها اشتراكية أو أن الحزب الاشتراكي يكتب في الدستور. ولقد حدث هذا في كل من الأنظمة السياسية التي تتألف من حزب واحد أو أحزاب متعددة. وعلى وجه الخصوص، هناك العديد من حالات فوز الأحزاب الاشتراكية الديمقراطية و‌الديمقراطية الاجتماعية بالانتخابات في الدول الديمقراطية الليبرالية والحكم لعدة ولايات إلى أن يفوز حزب مختلف بالانتخابات. فبينما فازت الأحزاب الاشتراكية في العديد من الانتخابات في جميع أنحاء العالم ومعظم الانتخابات في دول الشمال، فإن العديد من تلك الدول لم تعتمد الاشتراكية كأيديولوجية للدولة أو كتبت الحزب في الدستور.
إن العديد من البلدان التي تتبنى دساتير ديمقراطية ليبرالية تذكر الاشتراكية. إن الهند ديمقراطية ليبرالية تحكمها أحزاب غير اشتراكية في العديد من المناسبات، ولكن دستورها يشير إلى الاشتراكية. وهناك دول أخرى معينة مثل كرواتيا و‌المجر و‌ميانمار و‌بولندا لديها دساتير تشير إلى ماضيها الشيوعي الاشتراكي بالاعتراف به أو إدانته، ولكن دون أن تدعي الاشتراكية في الوقت الحاضر.

## نظرة عامة
إن تحديد الهوية الذاتية هو المعيار الوحيد الذي تستخدمه القائمة، وبالتالي فهي تشمل جميع البلدان التي ادعت أنها اشتراكية، حتى ولو كانت إدعاءاتها موضع خلاف. ذلك أن كل البلدان التي لم تزعم اشتراكية مستبعدة، حتى في الحالات التي ينظر فيها بعض المراقبين الخارجيين إلى هذه البلدان باعتبارها دولة اشتراكية. كان ماو تسي تونغ و‌الحزب الشيوعي الصيني يعتبران مملكة تايبينغ السماوية دولة أم للشيوعية، على الرغم من أن المملكة لم تعلن قط اشتراكية، إلا أنها لم تدرج على هذه القائمة.
وتتضمن القائمة دولا تؤكد في دساتيرها أنها تقوم على الاشتراكية، بصرف النظر عن نظامها الاقتصادي أو السياسي. وهي لا تضع قائمة بالدول التي لا تشير إلى الاشتراكية باعتبارها دولة اشتراكية، حتى في الحالات التي تدار فيها الحكومة حاليا بواسطة حزب اشتراكي أو غير ذلك من أحزاب اليسار (يسار الوسط و‌أقصى اليسار). وعلى نحو عكسي، فإن البلدان التي تحتفظ بمراجع دستورية للاشتراكية مدرجة في القائمة، حتى عندما تحكمها أحزاب غير اشتراكية. وأفضل ما يمكن فهمه على هذه القائمة أنها قائمة بالبلدان التي تدعي صراحة أنها اشتراكية ولا تعكس الأنظمة الاقتصادية الفعلية ذاتها.
الصور التالية هي خريطة مشتركة لجميع الدول التي أعلنت نفسها دول اشتراكية تحت أي تعريف في وقت ما من تاريخها، بما في ذلك الاعتراف من قبل الاتحاد السوفيتي، مرمزة بالألوان لعدد السنوات التي قالت أنها اشتراكية:

## الدول الاشتراكية الحالية

### الدول الماركسية اللينينية
| البلد                           | منذ           | المدة              | شكل الحكومة                          | حزب                      | رئيس الحزب                  | رئيس الدولة                 | رئيس الحكومة                  |
| ------------------------------- | ------------- | ------------------ | ------------------------------------ | ------------------------ | --------------------------- | --------------------------- | ----------------------------- |
| جمهورية الصين الشعبية           | 1 أكتوبر 1949 | 75 سنوات و251 أيام | جمهورية اشتراكية مركزية أحادية الحزب | الحزب الشيوعي الصيني     | شي جين بينغ (منذ 2012)      | شي جين بينغ (منذ 2012)      | لي كه تشيانغ (منذ 2012)       |
| جمهورية كوبا                    | 1 يناير 1959  | 66 سنوات و159 أيام | جمهورية اشتراكية مركزية أحادية الحزب | الحزب الشيوعي الكوبي     | ميغيل دياز كانيل (منذ 2021) | ميغيل دياز كانيل (منذ 2018) | مانويل ماريرو كروز (منذ 2019) |
| جمهورية لاو الديمقراطية الشعبية | 2 ديسمبر 1975 | 49 سنوات و189 أيام | جمهورية اشتراكية مركزية أحادية الحزب | حزب الشعب الثوري اللاوسي | تونغلون سيسوليت (منذ 2021)  | تونغلون سيسوليت (منذ 2021)  | فانكام فيفافان (منذ 2021)     |
| جمهورية فيتنام الاشتراكية       | 2 سبتمبر 1945 | 79 سنوات و280 أيام | جمهورية اشتراكية مركزية أحادية الحزب | الحزب الشيوعي الفيتنامي  | نغوين فو ترونغ (منذ 2011)   | نغوين سوان فوك (منذ 2021)   | فام مين تشين (منذ 2021)       |

### الدول غير الماركسية اللينينية

#### البلدان التي لديها إشارات دستورية إلى الاشتراكية
| البلد                                                | منذ            | المدة              | شكل الحكومة                          | بيان دستوري |
| ---------------------------------------------------- | -------------- | ------------------ | ------------------------------------ | --- |
| جمهورية الجزائر الديمقراطية الشعبية                  | 3 يوليو 1962   | 62 سنوات و341 أيام | جمهورية شبه رئاسية متعددة الأحزاب    | الديباجة (1963): "إن الجمهورية الجزائرية الديموقراطية والشعبية، وفي إطار البرنامج الذي اعتمده المجلس الوطني للثورة الجزائرية في طرابلس، ستوجه نشاطها نحو بناء البلاد وفقا لمبادئ الاشتراكية [...]". الديباجة (1996/2016): "إن الشعب الجزائري، الذي تجمع في الحراك الوطني ثم في ما بعد داخل جبهة التحرير الوطني، قدم تضحيات كبيرة من أجل أن يأخذ مصيره الجماعي في إطار الحرية المستردة والهوية الثقافية، ولبناء مؤسسات دستورية ديمقراطية شعبية حقيقية. وقد توجت الجبهة الوطنية للتحرير تضحيات أفضل أبناء الجزائر خلال حرب التحرير الشعبية بالاستقلال وبنت دولة عصرية كاملة السيادة. جبهة التحرير الوطني هي حزب سياسي مبني على الاشتراكية العربية.                  |
| جمهورية بنغلاديش الشعبية                             | 11 أبريل 1971  | 54 سنوات و59 أيام  | جمهورية برلمانية متعددة الأحزاب      | الديباجة: "وإذ تتعهد كذلك بأن تحقيق مجتمع اشتراكي خال من الاستغلال سيكون هدفا أساسيا للدولة من خلال العملية الديمقراطية، مجتمع يكفل فيه لجميع المواطنين سيادة القانون، وحقوق الإنسان والحريات الأساسية، والمساواة والعدالة، السياسية والاقتصادية والاجتماعية". |
| دولة إريتريا                                         | 24 مايو 1991   | 34 سنوات و16 أيام  | جمهورية رئاسية أحادية الحزب          | منذ عام 1991، كانت الجبهة الشعبية للديمقراطية والعدالة، القائمة على الاشتراكية و‌القومية اليسارية، الحزب السياسي القانوني الوحيد في إريتريا. |
| جمهورية غينيا بيساو                                  | 24 سبتمبر 1973 | 51 سنوات و258 أيام | جمهورية شبه رئاسية متعددة الأحزاب    | الديباجة: "وتهنئ الجمعية الوطنية الشعبية الحزب الأفريقي لاستقلال غينيا والرأس الأخضر على الدور الطليعي الذي يؤديه دائما في إدارة مصائر الأمة الغينية، وتهنئ نفسها على القرار الشجاع الذي اتخذه حزب أميلكار كابرال بالتغلب على تحدي الانفتاح الديمقراطي، نحو بناء مجتمع تعددي وعادل وحر. وقرار الحزب الأفريقي من أجل استقلال غينيا والرأس الأخضر يتفق مع تقليده التاريخي المتمثل في العمل في كل لحظة كمستودع لأعمق طموحات شعبنا." الحزب الأفريقي لاستقلال غينيا والرأس الأخضر هو حزب سياسي يقوم على الاشتراكية الديمقراطية. |
| جمهورية غيانا التعاونية                              | 6 أكتوبر 1980  | 44 سنوات و246 أيام | جمهورية رئاسية متعددة الأحزاب        | الباب 1، المادة 1: "إن غيانا دولة ذات سيادة ديمقراطية علمانية لا تتجزأ في سياق الانتقال من الرأسمالية إلى الاشتراكية، وتعرف باسم جمهورية غيانا التعاونية". |
| جمهورية كوريا الشعبية الديمقراطية                    | 19 فبراير 1992 | 33 سنوات و110 أيام | جمهورية اشتراكية ذات حزب واحد        | الديباجة: "جمهورية كوريا الشعبية الديمقراطية هي الوطن الأم الاشتراكي ل‍جوتشي، التي طبقت أفكار وقيادة كيم إل سونغ". كانت سابقا دولة ماركسية-لينينية. |
| جمهورية الهند                                        | 18 ديسمبر 1976 | 48 سنوات و173 أيام | جمهورية برلمانية متعددة الأحزاب      | الديباجة: "إننا، شعب الهند، وقد عقدنا العزم رسميا على أن نشكل الهند إلى جمهورية ديمقراطية علمانية اشتراكية ذات سيادة وأن نؤمن لجميع مواطنيها". |
| جمهورية نيبال الديمقراطية الاتحادية                  | 20 سبتمبر 2015 | 9 سنوات و262 أيام  | جمهورية برلمانية متعددة الأحزاب      | المادة 4 من الباب 1: ""إن نيبال دولة جمهورية إتحادية مستقلة وغير قابلة للتجزئة وذات سيادة وعلمانية وديمقراطية شاملة وذات توجه اشتراكي". |
| جمهورية نيكاراغوا                                    | 18 يوليو 1979  | 45 سنوات و326 أيام | جمهورية رئاسية ذات الحزب المهيمن     | الباب 1، المادة 5: "إن الحرية والعدالة واحترام كرامة الإنسان والتعددية السياسية والاجتماعية والاعتراف بالهوية المتميزة للشعوب الأصلية والشعوب المنحدرة من أصل أفريقي في إطار دولة موحدة وغير قابلة للتجزئة، والاعتراف بمختلف أشكال الملكية، والتعاون الدولي الحر، واحترام حرية تقرير المصير للشعوب، والقيم المسيحية، والمثل العليا الاشتراكية، والممارسات القائمة على التضامن، وقيم ومثاليات الثقافة والهوية النيكاراغوية، هي مبادئ دولة نيكاراغوا. [...] إن المثل الاشتراكية تعزز الصالح العام على الأنانية الفردية، وتسعى إلى خلق مجتمع أكثر شمولا وعدلا ونزاهة، وتشجيع الديمقراطية الاقتصادية التي تعيد توزيع الثروة الوطنية، والقضاء على الاستغلال بين البشر. |
| الجمهورية البرتغالية                                 | 2 أبريل 1976   | 49 سنوات و45 أيام  | جمهورية شبه رئاسية متعددة الأحزاب    | الديباجة: "وتؤكد الجمعية التأسيسية قرار الشعب البرتغالي [...] فتح الطريق نحو مجتمع اشتراكي". |
| الجمهورية العربية الصحراوية الديمقراطية              | 26 فبراير 1976 | 49 سنوات و103 أيام | جمهورية شبه رئاسية أحادية الحزب      | المادة 2، الفصل 1، الباب 33: "وحتى استعادة السيادة الوطنية بالكامل، ستكون جبهة البوليساريو هي الإطار السياسي الذي سيوحد ويعبئ سياسيا الصحراويين ليعبروا عن تطلعاتهم وحقوقهم المشروعة في تقرير المصير والاستقلال، وليدافعوا عن وحدتهم الوطنية، ويكملوا بناء دولتهم الصحراوية المستقلة". جبهة البوليساريو هي حزب سياسي يقوم على الاشتراكية الديمقراطية. |
| جمهورية سريلانكا الاشتراكية الديمقراطية              | 7 سبتمبر 1978  | 46 سنوات و275 أيام | جمهورية شبه رئاسية متعددة الأحزاب    | الديباجة: "[...] أن تشكل سري لانكا في جمهورية اشتراكية ديمقراطية، مع التصديق على المبادئ الجمهورية الثابتة للديمقراطية التمثيلية، وكفالة الحرية والمساواة والعدالة وحقوق الإنسان الأساسية واستقلال القضاء لجميع الشعوب". |
| جمهورية تنزانيا المتحدة                              | 26 أبريل 1964  | 61 سنوات و44 أيام  | جمهورية شبه رئاسية ذات الحزب المهيمن | المادة 3 من الباب 1: "إن الجمهورية المتحدة دولة ديمقراطية علمانية واشتراكية تلتزم بالديمقراطية المتعددة الأحزاب". |
| الجماهيرية العربية الليبية الشعبية الإشتراكية العظمى | 2 مارس 1969    | 42 سنة و50 يوم     | جمهورية رئاسية ذات حزب واحد          | السلطة التشريعية بيد سلطة الشعب وتحت وصاية الاخ قائد ومرشد ثورة الفاتح معمر القذافي لايوجد دستور في الجماهيرية العظمى |